# Мохаши
Мохаши (груз. მოხაში) — село в Грузии, на территории Сенакского муниципалитета края (мхаре) Самегрело-Верхняя Сванетия.

## География
Село находится в западной части Грузии, на правом берегу реки Гурдземи (правый приток Техури), на расстоянии приблизительно 15 километров (по прямой) к северо-востоку от города Сенаки, административного центра муниципалитета. Абсолютная высота — 180 метров над уровнем моря.

## Население
По результатам официальной переписи населения 2014 года в Мохаши проживало 275 человек (132 мужчины и 143 женщины). В национальной структуре населения грузины составляли 100 %.
| Год  | Население, человек |
| ---- | ------------------ |
| 2002 | 322                |
| 2014 | ↘ 275              |